# Сідні Локхарт
Сідні Мартін Локхарт (англ. Sidney Martin Lockhart, нар. 8 березня 1996, Гранд-Фокс, Домініка) — домінікський футболіст, який грає на позиції півзахисника в клубі «Саджикор Саут-Іст Лімітед» та національній збірній Домініки.

## Клубна кар'єра
З 2013 року Сідні Локхарт грав у складі домінікського клубу «Саджикор Саут-Іст Лімітед», у складі команди став у сезоні 2018—2019 років чемпіоном Домініки. У 2019 році став гравцем тринідадського клубу «Морвант Каледонія Юнайтед». У 2021 році футболіст повернувся до складу «Саджикор Саут-Іст Лімітед».

## Виступи за збірну
У 2014 році Сідні Локхарт дебютував у складі національної збірної Домініки. У складі збірної брав участь у кваліфікаційних турнірах чемпіонату світу з футболу та Золотого кубка КОНКАКАФ, а також у турнірі Ліги Націй КОНКАКАФ. У складі збірної на середину 2023 року провів 32 матчі, в яких забитими м'ячами не відзначився.